# Бенинг, Владимир Евгеньевич
Владимир Евгеньевич Бенинг (род. 1954) — математик, доктор физико-математических наук, профессор факультета ВМК МГУ.

## Биография
После окончания средней школы (1971) окончил факультет ВМК МГУ (1976) и аспирантуру факультета ВМК МГУ (1979).
Защитил диссертацию «Асимптотические разложения для распределений статистик, допускающих стохастическое разложение, зависящее от линейных комбинаций порядковых статистик, с применением к C()-критериям Неймана» на степень кандидата физико-математических наук (1980).
Защитил диссертацию «Асимптотический анализ распределений некоторых асимптотически эффективных статистик в задачах проверки гипотез» на степень доктора физико-математических наук (1998). Присвоено учёное звание профессора (2005).
В Московском университете работает с 1993 г.: доцент (1993—2000), профессор кафедры математической статистики факультета вычислительной математики и кибернетики (с 2000).
Почётный профессор Северо-Западного политехнического университета в Китае (2000). Работал на кафедре высшей математики Военно-Воздушной инженерной академии имени Н. Е. Жуковского (1979—1991): ассистент (1979—1983), старший преподаватель (1983—1987), доцент (1987—1991). Старший научный сотрудник отдела теории риска Центрального экономико-математического института РАН (1991—1993).
Лауреат премии имени М. В. Ломоносова (2005).
Область научных интересов: асимптотическая статистика, теория риска, актуарная математика. Автор 16 книг и 107 научных статей. Подготовил 3-х кандидатов наук.

## Из библиографии
- В. Ю. Королёв, Бенинг В. Е., Шоргин С. Я. Математические основы теории риска. 2-е изд. -- М.: ФИЗМАТЛИТ, 2011. -- 620 с.